# Листовёртки гербифильные
Листовёртки гербифильные (лат. Cochylini) — триба листовёрток из подсемейства Tortricinae.

## Описание
На передних крыльях жилка A1 полностью отсутствует. У самца гнатоса нет.

## Систематика
В составе трибы:
- роды: Acarolella — Actihema — Aethes — Aethesoides — Agapeta — Amallectis — Aphalonia — Aprepodoxa — Banhadoa — Belemgena — Caraccochylis — Carolella — Cartagogena — Ceratoxanthis — Chloanohieris — Cochylidia — Cochylidichnium — Cochylimorpha — Cochylis — Combosclera — Commophila — Coristaca — Cryptocochylis — Deltophalonia — Diceratura — Dinophalia — Empedcochylis — Enallcochylis — Eugnosta — Eupoecilia — Falseuncaria — Fulvoclysia — Geitocochylis — Gryposcleroma — Gynnidomorpha — Henricus — Hypostromatia — Hysterophora — Imashpania — Juxtolena — Lasiothyris — Lincicochylis — Lorita — Macasinia — Maricaona — Marylinka — Mielkeana — Mimcochylis — Mimeugnosta — Monoceratuncus — Mourecochylis — Oligobalia — Parirazona — Perlorita — Phalonidia — Phaniola — Phtheochroa — Phtheochroides — Planaltinella — Platphalonidia — Plesiocochylis — Prochlidonia — Prohysterophora — Revertuncaria — Rigidsociaria — Rolandylis — Rudenia — Saphenista — Spinipogon — Tambomachaya — Tenoa — Thyraylia — Thysanphalonia — Trachybyrsis — Velhoania — Vermilphalonia